# Towarzystwo Miłośników Rozwoju Fizycznego
Towarzystwo Miłośników Rozwoju Fizycznego na Widzewie (TMRF „Widzew”) – stowarzyszenie sportowe założone w 1908 roku w Łodzi-Widzewie przez pracowników zakładów Towarzystwa Akcyjnego Wyrobów Bawełnianych Heinzla i Kunitzera znajdujących się w tymże rejonie miasta. Towarzystwo zostało wpisane do rejestru stowarzyszeń 5 listopada?/18 listopada 1910 pod numerem 395, a tydzień później, 12 listopada?/25 listopada 1910, zatwierdzone oficjalnie przez carskiego gubernatora.
TMRF „Widzew” był pierwszym na terenie Widzewa stowarzyszeniem z sekcją piłkarską. Pierwsza siedziba Towarzystwa mieściła się przy ul. Rokicińskiej 62. Według władz współcześnie istniejącego klubu – Widzew Łódź SA, a także w opinii części historyków, protoplasta Robotniczego Towarzystwa Sportowego „Widzew” Łódź.

## Historia

### Geneza i powstanie klubu

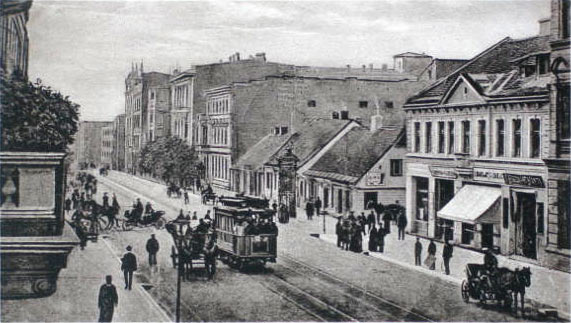
Łódź, ulica Piotrkowska na początku XX wieku

Na początku XX wieku dużą popularnością wśród mieszkańców Widzewa, będącego robotniczo-przemysłową osadą Łodzi, cieszyły się gimnastyka i zapasy. Te ostatnie rozpropagował arcymistrz tej dyscypliny o sławie światowej – Władysław Pytlasiński, zwany „ojcem polskich zapasów”. Łodzianie lubili także kolarstwo, a z Ameryki dotarł do miasta nowy rodzaj sportu – jazda na wrotkach. Najpopularniejsza stała się jednak piłka nożna, która zawojowała łódzką młodzież. Upowszechniali ją studenci, kształcący się w uczelniach zachodniej Europy, a przede wszystkim niemieccy i angielscy fachowcy, zatrudnieni w fabrykach włókienniczych na terenie Łodzi. Grali oni w piłkę nożną na przyfabrycznych placach, będąc pierwszymi nauczycielami i propagatorami tej dyscypliny. Oni też zaszczepili polskim robotnikom i młodzieży znajomość arkanów futbolu.
Urokowi nowej dyscypliny ulegli także pracownicy Towarzystwa Akcyjnego Wyrobów Bawełnianych Heinzla i Kunitzera (od 1911 Towarzystwo Akcyjne Widzewskiej Manufaktury Bawełnianej) – firmy, której początek sięga schyłku lat siedemdziesiątych XIX wieku. Pod koniec pierwszej dekady XX wieku postanowili oni utworzyć własne stowarzyszenie sportowe, by za jego pośrednictwem mieć możliwość „krzewienia wśród członków zamiłowania do zdrowego sportu przez zachęcenie do gry w piłkę nożną, tenisa, krokieta, a także do jazdy na rowerze, łyżwach, ćwiczeń pieszych i gimnastycznych”. Jak pisał „Kurier Łódzki”, już „w 1909 roku powstała bardzo szczęśliwa myśl stworzenia w dzielnicy robotniczej na Widzewie placówki, która by młodzież robotniczą pchnęła na drogę tężyzny fizycznej, pośrednio – duchową”. Pierwsze nieformalne zebranie w tym celu miało miejsce w marcu 1910, w mieszkaniu przy ul. Rokicińskiej 62. Brały w nim udział 33 osoby, głównie pracownicy administracyjni i technicy zatrudnieni w zakładach Widzewskiej Manufaktury. Stworzyli statut Towarzystwa, który próbowali zarejestrować w guberni, w Piotrkowie Trybunalskim. „Ówczesne władze rosyjskie niezbyt przychylnie przyjęły ten ruch «niebezpieczny». Dwukrotnie odrzucano statut Towarzystwa, aż wreszcie po usilnych staraniach w 1910 roku udaje się zalegalizować stowarzyszenie pod nazwą: «Towarzystwo Miłośników Rozwoju Fizycznego – Widzew»”. Pierwsza próba nie udała się, bo pod dokumentem założycielskim były tylko podpisy Polaków. W kolejnych pojawiły się także niemieckie nazwiska pracowników, co umożliwiło 5 listopada?/18 listopada 1910 wpisanie statutu Towarzystwa do rejestru stowarzyszeń pod numerem 395. Tydzień później, 12 listopada?/25 listopada 1910, podpisał go oficjalnie carski gubernator.

### Wybór władz
7 grudnia 1910 odbyło się pierwsze walne zebranie TMRF, na które przybyło kilkadziesiąt osób, w tym 55 członków stowarzyszenia. Po ukonstytuowaniu prezydium przystąpiono do odczytania ustawy, w myśl której członkami Towarzystwa mogły zostać osoby „pełnoletnie bez różnicy płci”, dzielące się na aktywistów „rzeczywistych, honorowych i popierających”. Członkowie rzeczywiści mieli wnosić po 25, a popierający po 50 kopiejek miesięcznie. Założycielami Towarzystwa zostali: Konstanty Wejman, Fryderyk Kraus, Edward Duszek i Robert Adam. W głosowaniu tajnym ukonstytuował się zarząd w składzie: Emil Putti (prezes), Stanisław Kułakowski (wiceprezes), Franciszek Michalski (sekretarz), Benjamin Liebich (skarbnik), Ernest Kunt (wiceskarbnik), Robert Adam (gospodarz), Ludwik Gucz, Leon Sallman i Konstanty Wejman (członkowie). Komisję Rewizyjną utworzyli: Stanisław Skalski, Leon Chwałkowski i Wacław Tymowski.
Relację z tego wydarzenia przeprowadziła łódzka gazeta „Rozwój” na łamach 283 numeru, w dniu 12 grudnia 1910:
| Towarzystwo Miłośników Rozwoju Fizycznego Ubiegłej środy, t. j. dnia 7 b. m., o godzinie pół do 9-ej wieczorem, w lokalu fabrycznym przy ulicy Rokicińskiej N° 62 odbyło się organizacyjne zebranie zalegalizowanego w dniu 18 listopada r. b. Towarzystwa Miłośników Rozwoju Fizycznego, przy fabryce T-wa akcyjnego wyrobów bawełnianych Heinzla i Kunitzera w Widzewie. Zgromadziło się kilkudziesięciu członków. Zebranie zagaił jeden z założycieli, p. Konstanty Wejman, który zaproponował wybór przewodniczącego. Jednomyślnie powołano p. Leona Chwalbińskiego, który zaprosił na asesorów pp.: R. Samarzewskiego i K. Wejmana, a na trzymającego pióro p. J. Marynowskiego. Po ukonstytuowaniu prezydyum przystąpiono do odczytania ustawy. W myśl ustawy Towarzystwo ma na celu krzewienie wśród członków zamiłowania do zdrowego sportu przez zachęcenie do jazdy na rowerze, ćwiczeń pieszych, gry w tenisa, piłkę nożną, krokieta, do jazdy na łyżwach i ćwiczeń gimnastycznych. Terenem działalności Towarzystwa jest Łódź i dawna wieś Widzew, przyłączona do Łodzi w 1909 roku. Towarzystwo urządza wyścigi publiczne z nagrodami, wycieczki zbiorowe, przejażdżki, posiada własny lokal, oraz własne lub wynajęte place do gier, jazdy na rowerze i innych ćwiczeń. Ma prawo nabywać i sprzedawać nieruchomości, przyjmować zapisy i darowizny, oraz zawierać wszelkiego rodzaju umowy. Członkami Towarzystwa mogą być osoby pełnoletnie bez różnicy płci. Dzielą się oni na rzeczywistych, honorowych i popierających. Członkowie rzeczywiści wnoszą co miesiąc po kop. 25, popierający po 50 kop. miesięcznie. Przy zapisywaniu się na członków każdy z obu kategoryj wpłaca jednorazowo 2 ruble. Fundusze Towarzystwa tworzą się: ze składek członkowskich, wpływów z zabaw, odczytów, ofiar dobrowolnych, procentów od kapitałów, zapisów i. t. p. Kapitały będące własnością Towarzystwa deponowane są w jednem z miejscowych Towarzystw Kredytowych lub w kasie Tow. akc. «Heinzel i Kunitzer», oprócz sumy niezbędnej na wydatki bieżące, znajdującej się u skarbnika. Zarząd składa się: z prezesa, wiceprezesa, sekretarza, skarbnika, jego pomocnika, gospodarza i trzech członków wybieranych na zebraniu ogólnem spośród ogółu członków Towarzystwa. Skład zarządu podlega corocznie zmianie jednej trzeciej części członków zarządu; z pierwszych dwóch lat istnienia Towarzystwa członkowie zarządu ustępują na zasadzie losowania, następnie zaś koleją starszeństwa. W razie zamknięcia Towarzystwa majątek po niem pozostały winien być po zapłaceniu zobowiązań przekazany na zasadzie postanowienia ogólnego zebrania jednemu z towarzystw, mających te same cele, tj. rozwój fizyczny członków. Założycielami Towarzystwa są pp.: Konstanty Wejman, Fryderyk Kraus, Edward Duszek i Robert Adam. Po odczytaniu ustawy omawiano sprawę wyszukania odpowiedniego lokalu. Załatwienie jej przekazano zarządowi. Na razie zarząd zbierać się będzie w domu przy ulicy Rokicińskiej N° 62. Tam też przyjmować będzie zapisy kandydatów na członków sekretarz Towarzystwa p. Michalski. Przyjęto do wiadomości, że Towarzystwo akcyjne Heinzel i Kunitzer ofiarowało bezinteresownie plac na ćwiczenia, przestrzeni przeszło morga przy lesie miejskim, obok t. z. «Ekonomii». Liczba członków wynosi obecnie 55. Za pomocą głosowania tajnego wybrani zostali do zarządu pp.: Emil Putti (prezes), Stanisław Kułakowski (wiceprezes), Franciszek Michalski (sekretarz), Benjamin Liebich (skarbnik), Ernest Kunt (wiceskarbnik), Robert Adam (gospodarz), Ludwik Gucz, Leon Sallman i Konstanty Wejman. Do komisyi rewizyjnej weszli pp.: dr Stanisław Skalski, Leon Chwałkowski i Wacław Tymowski. |

| Prezesi TMRF         | Prezesi TMRF |
| -------------------- | ------------ |
| Emil Putti           | 1910–1911    |
| Stanisław Kułakowski | 1911–1914    |
| Ireneusz Klusak      | 1914         |

4 marca 1911 podczas zebrania sprawozdawczo-wyborczego przy ulicy Rokicińskiej N° 62 ukonstytuował się nowy zarząd w składzie: S. Kułakowski (prezes), J. Marynowski (wiceprezes), F. Michalski (sekretarz), B. Liebich (skarbnik) oraz L. Gucz, L. Komornicki i F. Kraus (członkowie). Na zastępców wybrano E. Kunta, I. Wojtaszewskiego i B. Linke. Do komisji rewizyjnej weszli S. Skalski, W. Tymowski i L. Chwalbiński. Tak ukonstytuowany zarząd działał, z niewielkimi zmianami, do marca 1914. Podczas walnego zgromadzenia sprawozdawczo-wyborczego 14 marca 1914 wybrano nowy zarząd, w którego skład weszli: Ireneusz Klusak (prezes), Leon Szubert (wiceprezes), Franciszek Król (sekretarz), Wacław Gapiński (skarbnik), Zenon Kwapiszewski (gospodarz) oraz Jan Rossowski, Edmund Zdziarski, Józef Ciepły i Stanisław Boniecki (członkowie). Do komisji rewizyjnej weszli F. Michalski, S. Kułakowski i M. Zdziarski.

### Działalność Towarzystwa

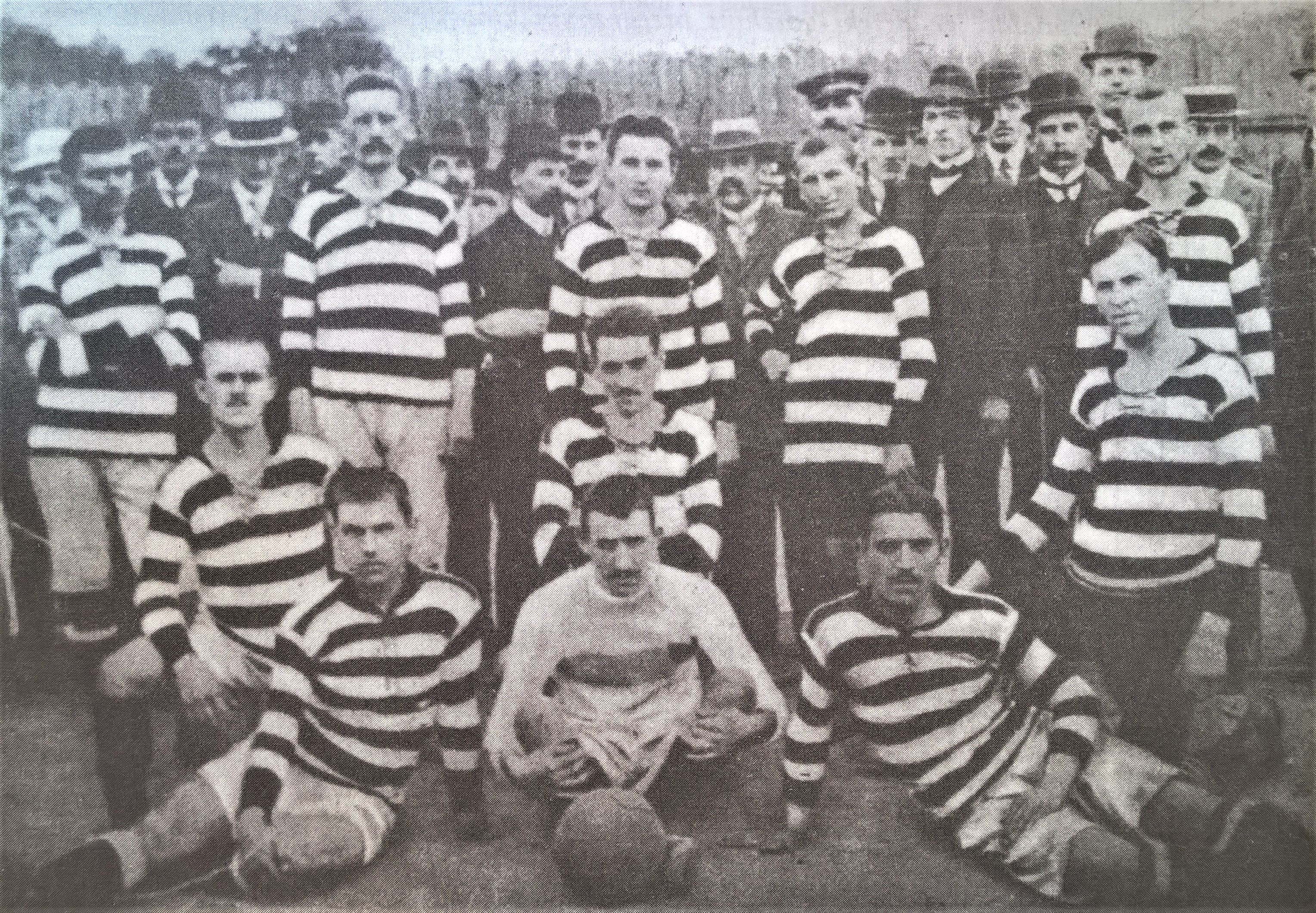
Drużyna piłkarska TMRF „Widzew” w 1911

Początkowo działalność sportowa TMRF ograniczała się do sekcji, czyli „osady” piłki nożnej, która począwszy od 1911 brała udział w mistrzostwach piłkarskich miasta (już w 1910 piłkarze Towarzystwa rozegrali kilka spotkań, ale nie zachowały się żadne informacje o tych meczach). Działały także, ciesząca się sporą popularnością, sekcja gimnastyczna, a także strzelecka i lekkoatletyczna.
Życie towarzyskie członków klubu i ich rodzin koncentrowało się na organizacji zabaw i festynów w ogrodzie własnym towarzystwa przy ul. Rokicińskiej 135. Tam też prowadzono w okresie letnim tzw. lekcje gimnastyki (zimą kontynuowano je w wynajmowanym lokalu przy ówczesnej ul. Marszałkowskiej 2, ob. ul. Kresowa).
Klub nie miał własnego boiska, więc mecze piłkarskie (towarzyskie i mistrzowskie) rozgrywał na wypożyczanych obiektach „Kraftu” przy ul. Targowej 87/89 (1911–12) i „Touring-Clubu” przy ul. Wodnej 4 (1913–14). Treningi odbywały się na niezabrukowanych ulicach Widzewa, pobliskich polach oraz na prywatnych placach „na Górce” i „na Ekonomii” (za obecnymi torami kolejowymi).
Sprawozdanie zarządu TMRF „Widzew” z 4 marca 1911, na które przybyło 33 członków Towarzystwa, wykazało dochód 259 rubli oraz rozchód 202 rubli. Sprawozdanie zarządu z 1 marca 1913 wykazało, że do Towarzystwa należało 80 członków. Ogólny obrót kasowy wynosił 400 rubli w dochodach i rozchodach (pieniądze pochodziły z opłaty wpisowej, składek i wpływów z organizowania imprez).
Z końcem maja 1913 TMRF, wraz z innymi łódzkimi klubami, podjął uchwałę o wstąpieniu do Rosyjskiego Związku Piłki Nożnej. „Uchwałę przeprowadzono za wolą wszystkich towarzystw, które uznawały konieczność podporządkowania się rosyjskiemu kierunkowi, aby uzyskać wolną rękę w stosunku z klubami zagranicznymi. Dotychczas bowiem wskutek interwencji Rosyjskiego Związku, pozbawione było (łódzkie) zrzeszenie możności konkurencji sportowej nawet z klubami polskimi z Galicji”. Na decyzję wpływ miało stanowisko międzynarodowej federacji piłki nożnej (FIFA), która wychodziła z założenia, że w jednym państwie może być tylko jedna centralna organizacja futbolowa. „Do ogólnego związku rosyjskiego przystąpiły łódzkie kluby z warunkiem zachowania zupełnej autonomii”.
Sprawozdanie zarządu podczas walnego zgromadzenia TMRF „Widzew” 14 marca 1914, na które przybyło 46 członków Towarzystwa, wykazało rozwój klubu „pomimo warunków niepomyślnych i wielu trudności”. Udokumentowano 1779 rubli dochodu i 1618 rubli rozchodu. Sprawozdanie techniczne sekcji gimnastycznej za rok poprzedni wykazało przeprowadzenie 100 lekcji, w których uczestniczyło 2475 osób. Nowy zarząd Widzewa został zobowiązany uchwałami walnego zgromadzenia sprawozdawczo-wyborczego do zawiązania kółka dramatycznego i muzycznego oraz założenia biblioteki klubowej wraz z czytelnią.

### Udział w rozgrywkach o mistrzostwo Łodzi

#### 1911

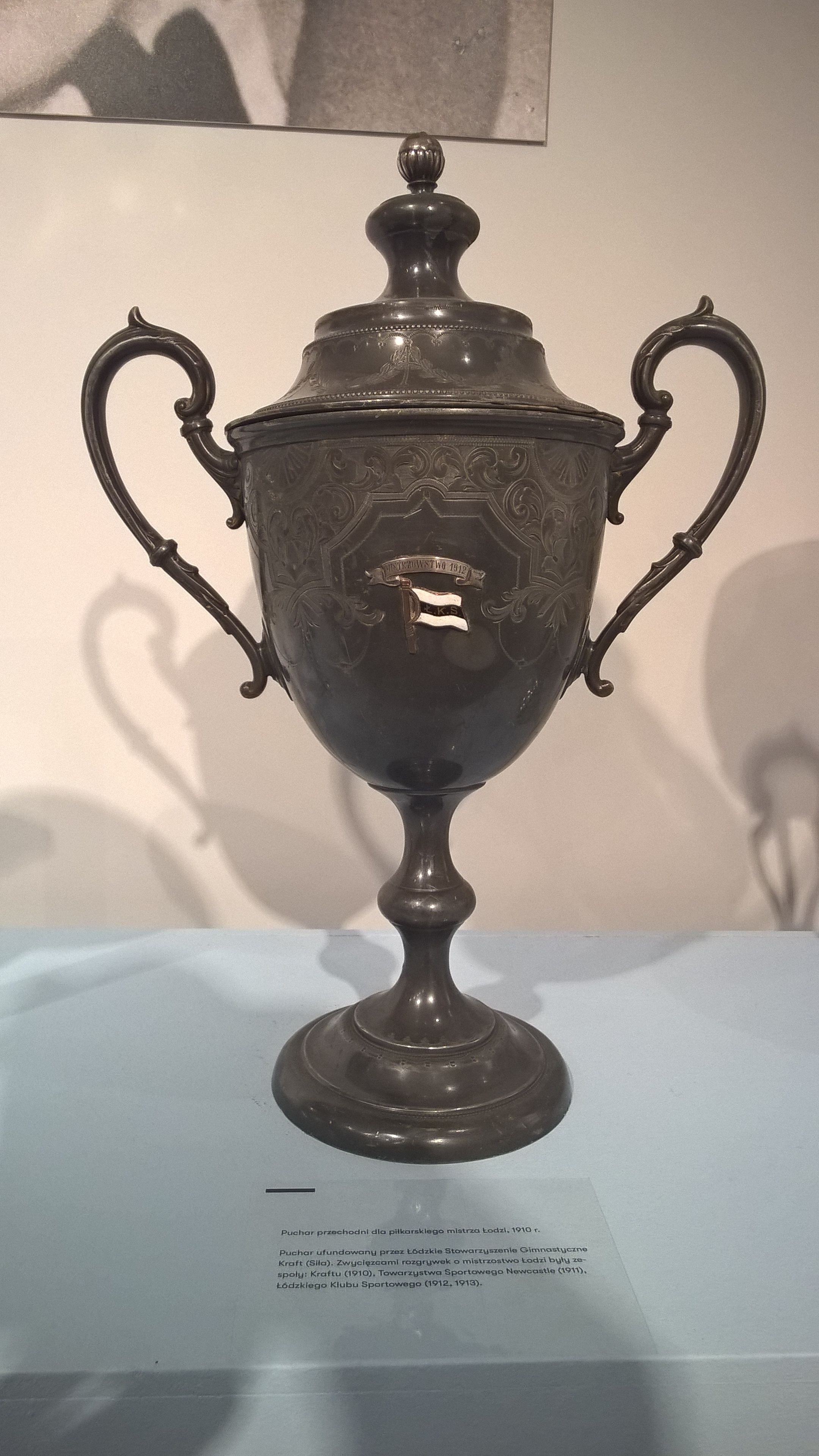
Puchar Smitha i Gilchrista. Nagroda przechodnia, nazywana „Pucharem wędrownym”, dla piłkarskiego mistrza Łodzi w latach 1910–1914

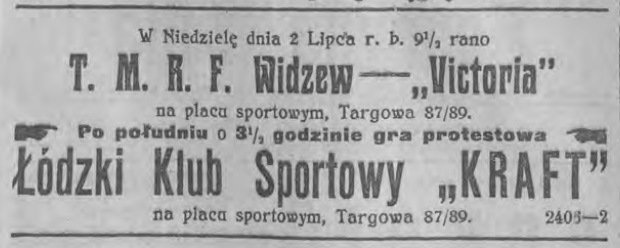
Zapowiedź meczu TMRF „Widzew” – „Victoria” (2 lipca 1911) w dzienniku „Rozwój” z 30 czerwca 1911

W 1911 zespół TMRF „Widzew” wystartował w organizowanych przez „Lodzer Fußball Verband” mistrzostwach piłkarskich miasta (pierwszą edycję tych najstarszych rozgrywek o mistrzostwo Łodzi wygrała w 1910 drużyna TV „Kraft”). W rozgrywkach wzięło udział siedem klubów, a główną nagrodą był puchar (nazywany „wędrownym”) ufundowany przez Anglików: Roberta Smitha i Aleksandra Gilchrista (pochodzący z Manchesteru Smith, zapalony działacz piłkarski, pracował w jednej z łódzkich fabryk).
23 kwietnia 1911, na boisku przy ul. Dzielnej (ob. ul. Narutowicza), widzewiacy zainaugurowali rozgrywki z zespołem Newcastle. Nie był to udany debiut, zakończył się porażką 0:9. Na pierwsze zwycięstwo trzeba było czekać do 25 czerwca. Tego dnia, przy ul. Targowej, TMRF podejmował faworyzowaną ekipę Łódzkiego Klubu Sportowego. Mecz zakończył się niespodziewanym zwycięstwem widzewiaków 2:1 (2:1). Relację z tego spotkania zanotował dziennikarz łódzkiej gazety „Rozwój”:

Wczoraj odbyły się dwie gry o mistrzostwo Łodzi w piłkę nożną. Na placu sportowym Tow. „Kraft” o godz. pół do 11 walczyły drużyny Tow. Mił. Ruchu Fizycznego „Widzew” z Łódzkim Klubem Sportowym. Nieoczekiwanym i nadzwyczajnym rezultatem zakończono grę, bo wygraną dla T.M.R.F. „Widzew” 2 do 1.

Relację z następnego meczu widzewiaków, rozegranego 2 lipca z Victorią, także umieszczono na łamach „Rozwoju”:

W niedzielę, d. 2 lipca, o g 10 rano, na placu sportowym przy ulicy Targowej N° 87/89, odbyła się gra w piłkę nożną o mistrzostwo pomiędzy klubami „Widzew” i „Victoria”. Obie załogi, dobrze wyszkolone, prowadziły grę prawidłowo. Sędzią był p. Hacke. Rezultat ostateczny na korzyść „Victoryi” wypadł 1:0.

W pozostałych spotkaniach sezonu zespół zanotował kolejne porażki, kończąc ostatecznie premierowy start w mistrzostwach na ostatnim, siódmym miejscu (zwyciężył Newcastle przed „Kraftem” i ŁKS-em).
W 1911 pojawiła się po raz pierwszy na murawie piłkarska reprezentacja Łodzi, która rozegrała po dwa mecze z niemiecką „Germanią” Breslau (1:6 i 2:1) oraz z galicyjską „Wisłą” Kraków (3:3 i 0:5). W barwach Łodzi wystąpił zawodnik TMRF „Widzew” – Smoley.

#### 1912

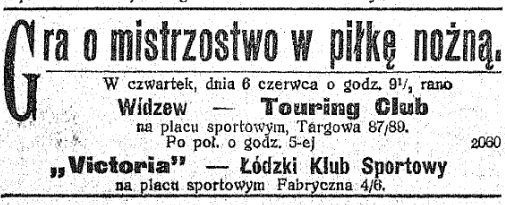
Zapowiedź meczu Widzew – „Touring-Club” (6 czerwca 1912) w dzienniku „Rozwój” z 5 czerwca 1912

Kolejne rozgrywki o mistrzostwo Łodzi, z udziałem ośmiu drużyn, TMRF rozpoczął 21 kwietnia 1912 od meczu z LFC „Victorią”. Na boisku przy ul. Targowej 87/89 widzewiacy przegrali 0:1 (0:1). Pierwsze punkty w 3. edycji mistrzostw TMRF zanotował 23 czerwca, kiedy to pokonał w stosunku 3:1 (0:1) Union. Po serii kilku porażek, kolejne zwycięstwo przyszło w meczu z „Touring-Clubem”. 6 października, na boisku przy ul. Srebrzyńskiej, widzewiacy pokonali „Turystów” 1:0 (0:0), po bramce zdobytej w ostatniej minucie spotkania.
Następne dwa mecze to porażka 0:2 z Newcastle (20 października) i remis 1:1 z „Kraftem” (17 listopada). Na zakończenie sezonu TMRF spotkał się na boisku przy ul. Kątnej 11/13 (w miejscu obecnego skrzyżowania ul. Wróblewskiego z al. Politechniki) z drużyną „Unionu”. 1 grudnia przed południem Towarzystwo Miłośników Rozwoju Fizycznego pokonało rywali, tzw. fioletowych, 3:0 (1:0), kończąc rozgrywki na przedostatnim, siódmym miejscu (zwyciężył ŁKS przed „Victorią” i Lodzer STV).

#### 1913

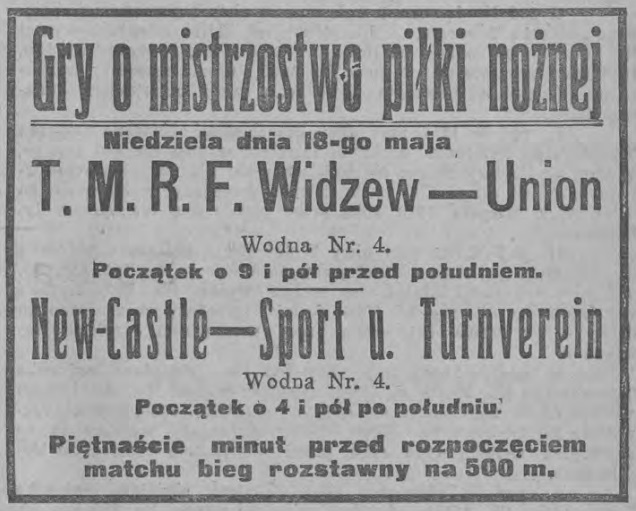
Zapowiedź meczu TMRF „Widzew” – „Union” (18 maja 1913) w dzienniku „Gazeta Łódzka” z 16 maja 1913

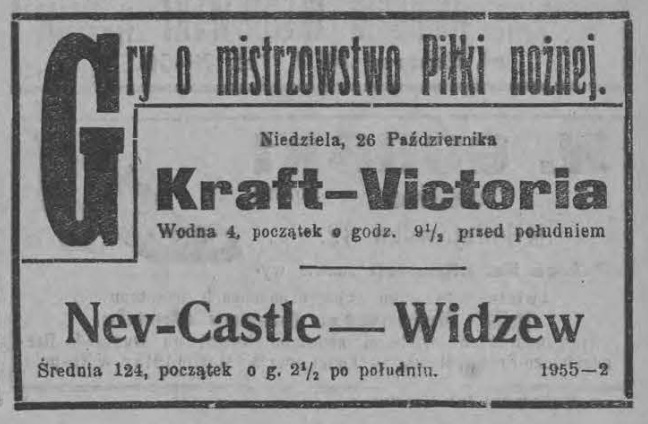
Zapowiedź meczu Newcastle – Widzew (26 października 1913) w dzienniku „Nowa Gazeta Łódzka” z 25 października 1913

Przed rozgrywkami nowego sezonu odbyło się zebranie delegatów klubów, biorących udział w walce o mistrzostwo Łodzi w piłce nożnej. Podczas obrad wybrano komitet organizacyjny. Do komisji rewizyjnej wszedł przedstawiciel Widzewa – Kuhnt.
W pierwszym meczu mistrzostw, 30 marca, TMRF spotkał się z zespołem Lodzer Sport und Turnverein (Lodzer STV). W zapowiedzi meczu dziennik „Gazeta Łódzka” pisał, że „walka powinna być zajmująca, gdyż obydwa te kluby, zwłaszcza zaś «Widzew», poprawiły się znacznie w formie i składzie drużyn”. Na boisku przy ul. Kątnej, przy porywach silnego wiatru, widzewiacy wygrali 3:0 (1:0). Tak relacjonowała to spotkanie prasa:

Popołudniowa gra niedzielna wykazała przewagę tak w biegu, jako też i kombinacji, drużyny czerwonych (Widzew). Mimo klęsk zeszłorocznych, nie zapomniała drużyna tego klubu pilnego treningu i zdobywa sobie przebojem coraz wyższe stanowisko w naszych zrzeszeniach sportowych.

Następne dwa mecze przyniosły porażki – 0:2 (0:0) z ŁKS (6 kwietnia) i 1:5 (0:2) z „Victorią” (27 kwietnia). Na drugie zwycięstwo TMRF musiał czekać do 18 maja. Tego dnia na boisku przy ul. Wodnej widzewiacy spotkali się z zespołem „Unionu”:

Walka toczyła się na nowym boisku Touring Clubu, które nie zatrawione, mięknie szybko podczas deszczu. (...) W zapasach między Widzewem i Unionem zwyciężył pierwszy w stosunku 2:0. Zwycięstwo było dobrze zasłużone, gdyż drużyna Widzewa górowała nad przeciwnikami tak kombinacją jako też techniką i biegiem. Powoli, ale stale rozwija się ta drużyna coraz lepiej. (...) W pierwszej połowie uzyskał Widzew pierwszy punkt przez środkowego napastnika z dobrze zgranej centry z lewej. W drugiej połowie zaostrzyło się tempo, a pod koniec gry usunął sędzia środkowego pomocnika z Widzewa za niebezpieczne podstawienie nogi. Ostateczny rezultat 2:0 (1:0).

Po serii kilku porażek, kolejne zwycięstwo przyszło w meczu z „Touring-Clubem”. 31 sierpnia, na boisku przy ul. Wodnej, widzewiacy pokonali „Turystów” 3:2 (3:1), co uznano za sporą niespodziankę:

Nikt nie sądził, iż rozwijający się stale klub T.M.R.F. Widzew zdoła pokonać przeciwnika tak poważnego jak Touring-Club. Gra prowadzona była w ostrym tempie, zwłaszcza ze strony Widzewa. (...) Pierwsza połowa przyniosła stanowczą przewagę czerwonych (Widzew), którzy zdołali uzyskać trzy punkty przeciw jednemu „goalowi” strzelonemu przez Touring-Club. W drugich trzech kwadransach zdołał uzyskać Touring-Club zaledwie jedną bramkę, tak że gra zakończyła się wygraną Widzewa w stosunku 3:2.

Po kilku porażkach z rzędu widzewiacy kolejne punkty zdobyli w meczu z Newcastle. 26 października, na boisku przy ul. Średniej, TMRF zremisował z byłym mistrzem Łodzi (z 1911) 1:1 (0:1). „Drużyna „Widzewa” miała znacznie więcej sposobności do wygrania matchu, atak jej jednak strzelał za mało i źle”.
Na zakończenie sezonu TMRF spotkał się z kolejnym byłym mistrzem Łodzi (z 1910), drużyną „Kraftu”. 16 listopada, na boisku przy ul. Wodnej, Widzew przegrał z biało-czerwonymi 1:2 (0:2), kończąc rozgrywki na przedostatnim, siódmym miejscu (zwyciężył ŁKS przed „Touring-Clubem” i „Kraftem”).

#### 1914

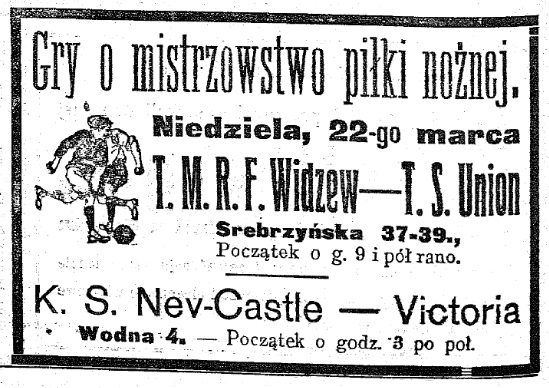
Zapowiedź meczu TMRF „Widzew” – TS „Union” (22 marca 1914) w dzienniku „Nowa Gazeta Łódzka” z 21 marca 1914

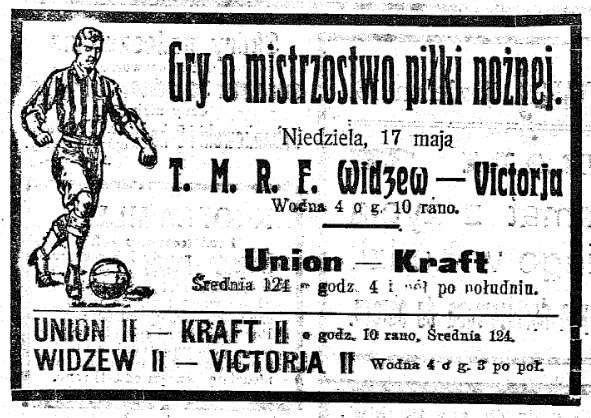
Zapowiedź meczu TMRF „Widzew” – „Victoria” (17 maja 1914) w dzienniku „Nowa Gazeta Łódzka” z 16 maja 1914

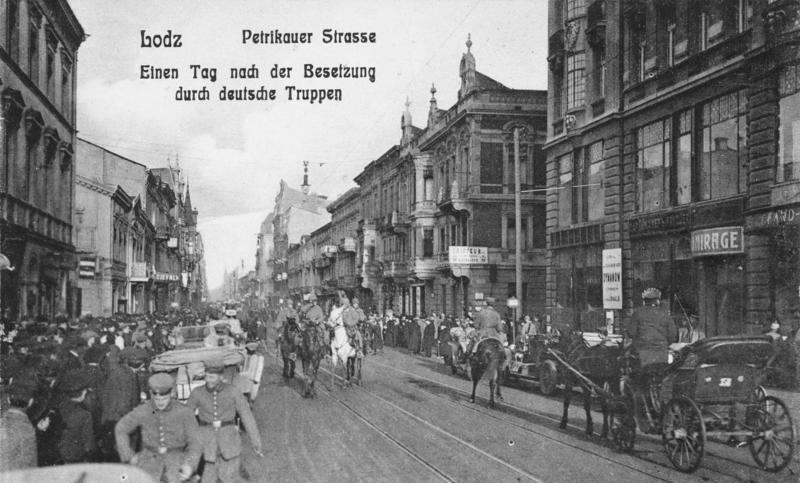
Łódź w początkowym okresie Wielkiej Wojny. Ulica Piotrkowska w grudniu 1914

Przed rozgrywkami, podobnie jak rok wcześniej, odbyło się zebranie delegatów klubów, biorących udział w walce o mistrzostwo Łodzi. Podczas obrad dokonano wyboru zarządu. Do komisji rewizyjnej wszedł przedstawiciel Widzewa – Wacław Gapiński.
Ostatni – jak się później okazało – sezon w mistrzostwach organizowanych przez „Lodzer Fußball Verband”, TMRF „Widzew” rozpoczął od meczu z „Unionem”. 22 marca, na boisku przy ul. Srebrzyńskiej, widzewiacy wygrali 2:0 (1:0). Redakcja „Nowej Gazety Łódzkiej” zapisała, że „stosunek uzyskanych przez biało-czerwonych goali nie odpowiadał rzeczywistej przewadze, którą osiągnął w zupełności Widzew. Drużyna Widzewa rozwinęła żywe tempo, brak jednak kombinacji uniemożliwił uzyskanie licznych szans do strzału”.
Kolejne punkty widzewiacy zdobyli w meczu z Newcastle. 19 kwietnia, na boisku przy ul. Srebrzyńskiej, TMRF zremisował 2:2 (0:2). Tydzień później, na boisku przy ul. Wodnej, Widzew przegrał w samej końcówce spotkania z drużyną „Kraftu”:

Przed południem zwyciężył zaledwie jednym punktem Kraft nad Widzewem. Rezultat ten był do pewnego stopnia niespodzianką, jakkolwiek forma drużyny „czerwonych” polepszała się z każdym matchem, o czym wspominaliśmy w sprawozdaniach. Trzeba przyznać otwarcie, że Widzew był znacznie lepszym od Kraftu, stwarzał bardzo niebezpieczne sytuacje pod bramką biało-czerwonych. Pierwszą bramkę uzyskał Kraft. Wkrótce wyrównał Widzew swym „goalem” strzelonym z pięknej kombinacji. W drugiej połowie utrzymał ten stosunek do samego prawie końca. Dopiero na 8 minut przed skończeniem zawodów uzyskał Kraft z „corneru” swą drugą bramkę.

17 maja, na boisku przy ul. Wodnej, Towarzystwo Miłośników Rozwoju Fizycznego podejmowało zespół „Victorii”. Tego dnia „przewaga była po stronie Widzewa, który kombinował w polu dobrze, pod bramką jednak tracił często orientację. (...) Zawody odznaczały się ostrym tempem, które powstrzymywać musiał sędzia p. Mentzel, który surowość swą posunął aż do usunięcia z gry jednego gracza. Ostateczny rezultat 2:1 na korzyść Widzewa”.
W ostatnim meczu I rundy, na boisku przy ul. Wodnej, Widzew przegrał z Łódzkim Klubem Sportowym 0:1 (0:0). Dziennik „Nowa Gazeta Łódzka” napisał, że „tak mały rezultat przyniósł zaszczyt drużynie zwyciężonej, której forma doskonali się szybko. (...) Bramkę uzyskano dopiero w ostatnich minutach przed końcem”. Chwalono też grę reprezentacyjnego bramkarza Widzewa – Andrzejczaka, który „grał doskonale”. „Zawody utrzymywały widzów aż do ostatnich minut w ciągłym napięciu. Ł.K.S. kombinował nieźle na środku boiska, pod bramką jednak okazał się atak Ł.K.S. mało pewnym w strzelaniu, zaledwie bowiem trzy dobre strzały padły na bramkę Widzewa, które obronił precyzyjnie p. Andrzejczak”.
Spotkanie rozegrane 24 maja z ŁKS-em było ostatnim oficjalnym występem Towarzystwa Miłośników Rozwoju Fizycznego. Z powodu wybuchu Wielkiej Wojny udało się przeprowadzić tylko jedną rundę mistrzostw, po której futboliści Widzewa zajmowali najwyższą – czwartą – lokatę w historii swoich występów w mistrzostwach Łodzi. W niedokończonej edycji zanosiło się na zmianę warty, bowiem ŁKS spisywał się znacznie gorzej niż w poprzednich sezonach. Na czele w momencie przerwania rozgrywek znajdował się niemiecki Lodzer Turnverein „Alter”, który przejął sekcję piłkarską od „Kraftu”.
W sezonie 1914 miało miejsce największe łódzkie piłkarskie wydarzenie. W czerwcu, po zakończeniu I rundy rozgrywek, przybyła do miasta jedna z najlepszych ówczesnych drużyn piłkarskich – praska „Sparta”. Czescy goście pokazali klasę światową i trzykrotnie pokonali łódzką reprezentację (16:0, 14:0 i 8:0). W reprezentacji Łodzi wystąpiło dwóch zawodników TMRF „Widzew” – Wypych i Andrzejczak. Ci sami zawodnicy wystąpili też w meczach Łódź – Kraków („Wisła”), które rozegrano w kwietniu (6:2 dla „Wisły” i 5:4 dla Łodzi).

### Działalność w czasie I wojny światowej
O działalność Towarzystwa w latach 1914–1918 jeszcze do niedawna nie wiedziano za dużo. „Wielu zawodników zmieniło stroje sportowe na żołnierskie drelichy” (1 sierpnia 1914 r. II Rzesza wymówiła wojnę carskiej Rosji; 2 sierpnia ogłoszono w mieście stan wojenny). Jeszcze 5 sierpnia 1914 przy ul. Rokicińskiej 135 zorganizowano „klubową zabawę ogrodową”, a wśród atrakcji było strzelanie z łuku i „liczne niespodzianki przeplatane tańcami”.
3 maja 1916 r. doszło w Łodzi do wielkiej manifestacji patriotycznej z okazji 125 rocznicy uchwalenia Konstytucji Majowej. Wśród organizatorów wymienia się także TMRF Widzew. Pod uroczystym apelem powstałym z okazji demonstracji znajduje się również okrągła pieczęć Towarzystwa w języku polski, którą nie dało się posługiwać w czasie rosyjskiego zaboru. Musiała powstać po 1914 r.
Pod koniec czerwca 1916 r. w Łodzi przeprowadzono miejską kwestę „Ratujmy dzieci”. W ramach akcji charytatywnej rozegrano w Helenowie mecz piłkarski między drużyną Szturmu i reprezentacją Łodzi. W szeregach drugiej jedenastki wystąpili widzewiacy: „Dalej odbył się w dwóch trzykwadransowych częściach match piłki nożnej pomiędzy łódzką drużyną reprezentacyjną (łódzki klub sportowy, Widzew, Kraft i inny) oraz Tow. gimnastycznym „Szturm”. W pierwszej części reprezentacja uzyskała przewagę 2:1 nad „Szturmem”, jednak po pauzie poniosła porażkę, otrzymując od „Szturmu” trzy „goale”, czyli 4:2”.

### Ogólne zebranie TMRF Widzew – 24 kwietnia 1921 r.
TMRF Widzew podjął działalność po zakończeniu wojny światowej i konfliktu polsko-sowieckiego zakończonego podpisaniem traktatu w Rydze w marcu 1921 r. Na 24 kwietnia 1921 roku przewidziano odbycie ogólnego zebrania TMRF Widzew w siedzibie Związku Polskiej Młodzieży Robotniczej „Siła” przy ul. Rokicińskiej 62. Jest to informacja istotna z kilku powodów.
Po pierwsze we wspomnieniach kilku członków RTS Widzew jako początek działalności wymienia się rok 1921. Wydawać się mogło, że było to przekłamanie wynikające z kłopotów z pamięcią, ale teraz wszystko układa się w spójną całość. Tym bardziej, że w roku 1923 w „Łodzianinie” i „Republice” ukazała się notatka o eksmisji z lokalu przy Rokicińskiej 54 (dawna Rokicińska 62) biblioteki i czytelni towarzystwa „Naprzód” (powiązanego z „Siłą”) oraz RTS Widzew. Klub rezydował w tym miejscu od 2 lat (czyli od 1921 r.).
Po drugie warto przypomnieć, że napominając o drużynie piłkarskiej z 1921 roku działacze Widzewa mówią o Sile lub TUR (m.in.: K. Rękowski, J. Skibiński, J. Wasiak) O Sile jako ogniwie łączącym TMRF Widzew i RTS Widzew pisał w swojej pracy magisterskiej J. Szperna. Miała to być jedenastka złożona z nastolatków, nigdzie nie zarejestrowana, tzw. „dzika drużyna”. Od razu nasuwa się skojarzenie, iż zespół ten działał pod patronatem i zgodą Związku Polskiej Młodzieży Robotniczej „Siła”.

### Utworzenie RTS „Widzew”
Po odzyskaniu niepodległości członkowie i zawodnicy TMRF utworzyli w 1922 Robotnicze Towarzystwo Sportowe „Widzew”, kontynuując tym samym tradycję Widzewa już nie jako TMRF, ale RTS (pierwsze próby reaktywowana klubu miały miejsce już w 1920, ale na przeszkodzie stanęła wojna polsko-bolszewicka). Byli to: Wacław Gapiński (były skarbnik i członek zarządu TMRF), Józef Wojtczak, Antoni Staniecki, Ludwik Rękowski i Jan Augustyniak (byli członkowie sekcji gimnastycznej TMRF). Tych pięciu byłych członków TMRF weszło w skład sześcioosobowego komitetu organizacyjnego, powołującego walne zgromadzenie założycielskie RTS „Widzew” (skład uzupełnił Wincenty Suski).
O przekształceniu i kontynuowaniu tradycji TMRF „Widzew” pisał w 2010 Ryszard Bonisławski, znany i ceniony przewodnik i pasjonat historii miasta Łodzi, prezes Towarzystwa Przyjaciół Łodzi:

Widzew Łódź jest stulatkiem i nie mam w tym temacie żadnych wątpliwości. Potwierdza to bardzo dużo źródeł, w tym wiele artykułów prasowych. (...) Statut klubu został zarejestrowany w 1910 roku. Klub mógł istnieć tylko pod nazwą TMRF, bowiem taka nazwa była dopuszczalna przez ówczesne władze. Trudno było w tamtych latach używać nazwy, w której znajdowało się na przykład słowo „robotniczy”. Osobiście bardzo często bywałem na Widzewie. Miałem tam rodzinę i klub traktowany był przez wszystkich bardzo poważnie. Dużo się o nim mówiło. Później zniknął już TMRF, a pojawił się RTS „Widzew”. Każdy jednak wiedział, że jest to ten sam klub.

O reaktywacji klubu TMRF pisał też Józef Hałys, badacz historii polskiego futbolu, autor mającej cztery wydania monumentalnej monografii „Polska piłka nożna”:

TMRF dość szybko przekształciło się w Robotnicze Towarzystwo Sportowe, a piłka nożna jeszcze bardziej zdominowała jego działalność. (...) W 1914 r. klub zmuszony był zawiesić działalność – wielu zawodników zmieniło stroje sportowe na żołnierskie drelichy – i dopiero w 1920 r. nastąpiło reaktywowanie robotniczej organizacji sportowej o nazwie RTS „Widzew”. (...) Po przełamaniu wielu oporów i załatwieniu formalności, w 1922 r. zgłoszono jedyną drużynę piłkarską do rozgrywek mistrzowskich.

RTS „Widzew” uważany był za kontynuatora TMRF już w latach 20. XX wieku. Potwierdzeniem tego jest m.in. artykuł z 1924 roku z „Kuriera Łódzkiego” (z dodatku „Łódź w ilustracji”), poświęcony Robotniczemu Towarzystwu Sportowemu „Widzew”:
| Ze sportu. I-sza drużyna robotnicza. Robotnicze Towarzystwo Sportowe „Widzew” Wśród szumu turkoczących maszyn, wśród ludzi przykutych i przywiązanych do pracy mozolnej, kiełkowała myśl, wprowadzenia równowagi między pracą zawodową a życiem cielesnem dla podniesienia sprawności ustroju. Już przed wojną tworzyły się towarzystwa sportowe, dające możność licznym rzeszom pracującym oddychania świeżem powietrzem, wyrabiania wytrwałości i charakteru. Z inicjatywy pp. Kułakowskiego, W. Gapińskiego, Fr. Michalskiego, L. Chwalbińskiego, Wejmana, Gucza i Zdziarskiego powstała w 1909 roku bardzo szczęśliwa myśl stworzenia w dzielnicy robotniczej na Widzewie placówki, która by młodzież robotniczą pchnęła na drogę tężyzny fizycznej, pośrednio – duchową. Ówczesne władze rosyjskie niezbyt przychylnie przyjęły ten ruch „niebezpieczny”. Dwukrotnie odrzucano statut Towarzystwa, aż wreszcie po usilnych staraniach w 1910 roku udaje się zalegalizować stowarzyszenie pod nazwą: „Towarzystwo Miłośników Rozwoju Fizycznego – Widzew”. Towarzystwo to szybko nabiera formy realne, tworzą się sekcje: lekkoatletyczna pod kierunkiem E. Stefańskiego, piłki nożnej pod kierunkiem E. Zdziarskiego (pierwszy kapitan), koło śpiewacze pod kierunkiem L. Szuberta i koło dramatyczne pod kierunkiem L. Komornickego. Najwięcej życia wykazała sekcja piłki nożnej i lekkoatletyczna. Drużyna piłki nożnej dzielnie walczy w zawodach mistrzowskich Łodzi w latach 1912, 1913 i 1914. Do wybitniejszych graczy ówczesnego „Widzewa” zaliczeni byli: Piotrowski (kapitan drużyny przez 3 lata), Zdziarski, Michalski, Myszkorowski, Pol, Smoley, Hanke, Reszke, Bukowski, Andrzejczak. W 1913 roku „Widzew” posiada reprezentacyjnych graczy Łodzi – Piotrowskiego i Andrzejczaka. Wojna wszechświatowa przerwała działalność tego towarzystwa, jednak po kilkuletniej przerwie w 1922 roku grono osób, mianowicie pp. Staniecki, Grzelak, b-cia Rękowscy, Świrożewicz, Zdziarski i Bujanowicz, po pewnej modyfikacji powołują do życia stowarzyszenie pod nazwą: „Robotnicze Towarzystwo Sportowe Widzew”. |

Istotny jest także fakt wywodzenia swoich początków przez obecnie istniejący klub – Widzew Łódź. W jubileuszowym albumie „100 lat Widzewa Łódź” zapisano wypowiedź ówczesnego właściciela klubu: „w 2010 roku obchodzimy jubileusz 100-lecia Widzewa Łódź”. Identyczne stanowisko prezentował autor wspomnianej publikacji, dziennikarz Piotr Wesołowski, który we wstępie napisał:

Książka poświęcona jest klubowi sportowemu Widzew Łódź. Właśnie mija 100 lat od jego założenia. Najpierw było to Towarzystwo Miłośników Rozwoju Fizycznego, potem Robotnicze Towarzystwo Sportowe Widzew Łódź, a teraz jest to już prywatna spółka.

#### Błędne założenia
Krytycznym wobec koncepcji reaktywacji TMRF był Andrzej Bogusz (historyk łódzkiego sportu, twórca i wieloletni kierownik oddz. Muzeum Sportu Muzeum Miasta Łodzi), autor opracowania „Dawna Łódź sportowa. 1824–1945”, który w rozdziale poświęconym stowarzyszeniom i organizacjom sportowym Łodzi z lat 1824–1918 napisał, że „zupełnie nieuzasadniona jest próba przypisywania powstałemu 24 stycznia 1922 r. Robotniczemu Towarzystwu Sportowemu „Widzew” rodowodu i miana spadkobiercy TMRF”. Rzetelność tego opracowania budzi jednak wątpliwości.
Zbieżne zdanie prezentował Andrzej Gowarzewski, dziennikarz sportowy i historyk piłki nożnej, autor książki „Kolekcja klubów: Widzew oraz dawni łódzcy ligowcy”. W rozdziale zatytułowanym „Przedwojenna premiera” napisał, że „TMRF w Widzewie zakończyło swój żywot latem 1914, po wybuchu wojny, po latach nazwanej pierwszą światową, i brak jakichkolwiek dowodów czy nawet poszlak, że istniały choćby symboliczne związki TMRF z powstałym w 1922 RTS Widzew”. Jednak podobnie jak w przypadku opracowania Bogusza, rzetelność tej publikacji również budzi wątpliwości.

## Symbole klubu

### Herb klubu

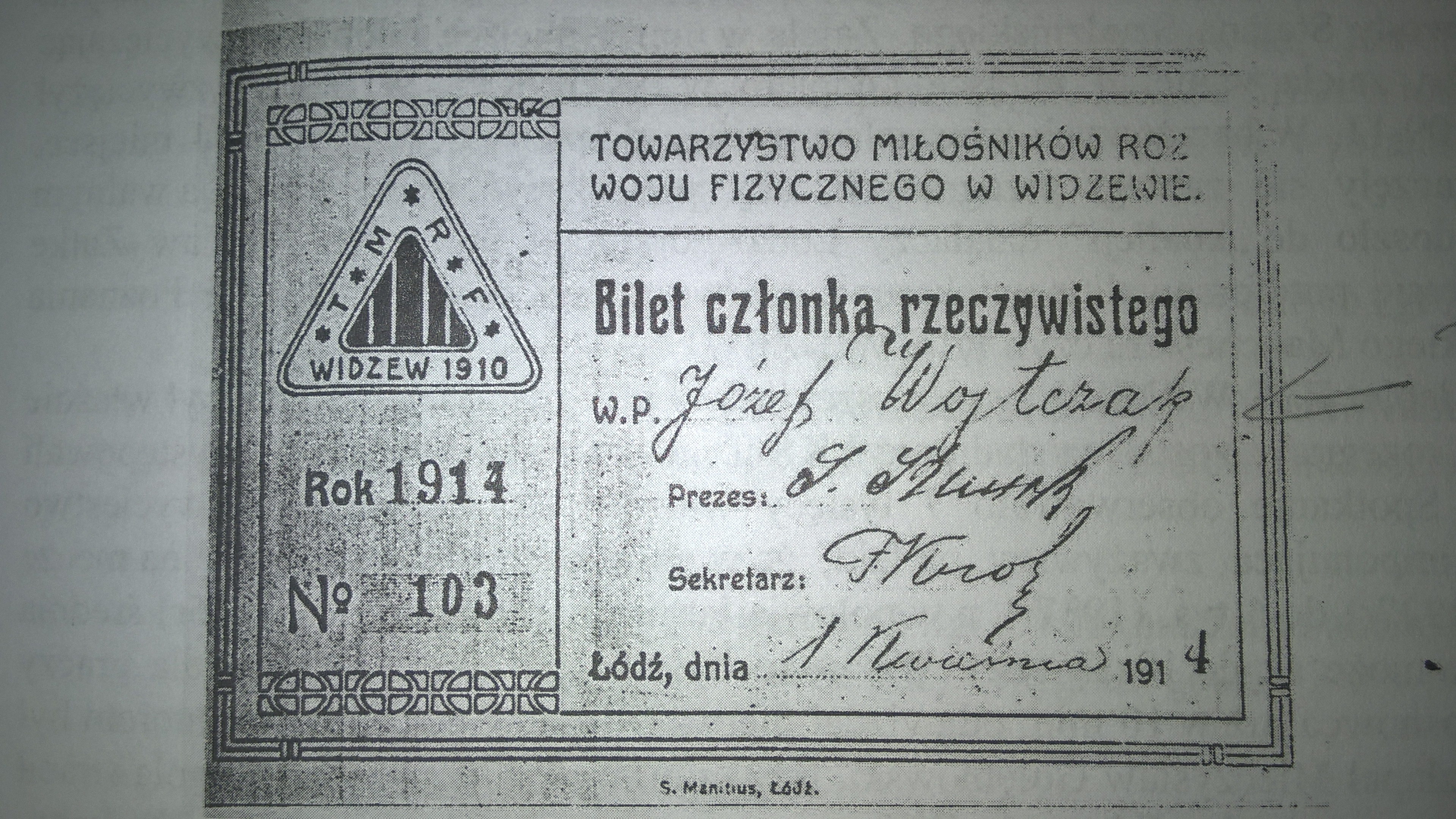
Zdjęcie legitymacji z 1914 roku, na której widnieje emblemat klubowy (w skali szarości)

Znak klubowy był trójkątny w dwukolorowe pasy z białym otokiem. W emblemat wpisano skrót „TMRF”, nazwę „Widzew” oraz rok utworzenia Towarzystwa – „1910”.
Na przełomie lat 60/70 XX wieku na bazie herbu wykonano odznakę klubową w formie metalowego znaczka. Według Gowarzewskiego pasy w wewnętrznym trójkącie znaczka były czarno-bordowe.

### Barwy klubowe
W 1913 w odniesieniu do piłkarskiej drużyny Widzewa stosowano określenie „czerwoni” (ŁKS miał w tym czasie barwy biało-czarne, a Lodzer Turnverein „Kraft” biało-czerwone). W 1914 lokalna prasa nazywała widzewiaków również „czerwonymi”, ale czasem też „biało-czerwonymi”.
„Gazeta Łódzka” (2 kwietnia 1913):

Popołudniowa gra niedzielna między Widzewem i Sport und Turnverein wykazała przewagę tak w biegu jako też i kombinacji drużyny czerwonych (Widzew).

„Nowa Gazeta Łódzka” (30 września 1913):

Przedpołudniowy match footbalowy między „Victorją” i „Widzewem” przyniósł łatwe zwycięstwo pierwszej. W drużynie „Widzewa” (czerwoni) brak było należytego tempa. (...) Popołudniowy mecz między „Kraftem” i „Ł.K.S.” przyniósł zwycięstwo drużynie biało-czerwonych (Kraft).

„Nowa Gazeta Łódzka” (8 października 1913):

Tymczasem w niedzielnej grze rozwinął „Widzew” doskonałą obronę i wystawił w pole bardzo dobrego bramkarza, któremu zawdzięczają czerwoni, iż Ł.K.S., mimo licznych i dobrych strzałów, uzyskał zaledwie jedną bramkę. (...) W drużynie Ł.K.S. miejsce p. Uznańskiego zajął p. Mühlu, toteż obrona biało-czarnych spisywała się dzielnie.

„Nowa Gazeta Łódzka” (24 marca 1914):

Przed południem uzyskał zwycięstwo T.M.R.F. „Widzew” nad Unionem w stosunku 2:0. Stosunek uzyskanych przez biało-czerwonych goali nie odpowiada rzeczywistej przewadze, którą osiągnął w zupełności Widzew.

„Nowa Gazeta Łódzka” (28 kwietnia 1914):

Przed południem zwyciężył zaledwie jednym punktem Kraft nad Widzewem. Rezultat ten był do pewnego stopnia niespodzianką, jakkolwiek forma drużyny „czerwonych” polepszała się z każdym matchem, o czym wspominaliśmy w sprawozdaniach. Trzeba przyznać otwarcie, że Widzew był znacznie lepszym od Kraftu, stwarzał bardzo niebezpieczne sytuacje pod bramką biało-czerwonych.